# Chott el-Guettar
Le chott el-Guettar (arabe : شط القطار, prononcé localement xoṭṭ al-Gaṭṭār) est un chott situé au sud-est de Gafsa et au sud-ouest d'El Guettar, dans l'actuel gouvernorat de Gafsa (Tunisie). Sa superficie est d'environ 50 km2.
Ce chott est situé juste en-dessous du djebel Orbata, au sud-est du site préhistorique de Lalla,.
C'était autrefois un lac salé, mais de nos jours la terre est sèche. Le territoire est aride et inhabité, tout comme les terres qui l'entourent, sauf au nord où se trouvent les oasis de Gafsa et d'El Guettar. En dehors de cette partie nord, le chott est entouré de montagnes : au sud-ouest le djebel Sehib, au sud le djebel Bou Jerra, au sud-est le djebel Berdaa, et à l'est le djebel Ank.